# Ron Fairly
Ronald Ray Fairly (né le 12 juillet 1938 à Macon (Géorgie, États-Unis) et mort le 30 octobre 2019 à Indian Wells) est un voltigeur et joueur de premier but étoile des Ligues majeures de baseball. Il y a évolué de 1958 à 1978, jouant pour six équipes dont les Dodgers de Los Angeles et les Expos de Montréal.
Fairly a participé à deux matchs des étoiles et quatre Séries mondiales, faisant partie de 3 clubs champions.
Il fut également analyste des matchs de baseball à la radio et à la télévision pendant de nombreuses années.

## Carrière
Signé en tant qu'agent libre par les Dodgers de Los Angeles en 1958, Ron Fairly joue son premier match dans les majeures le 9 septembre de la même année. Il s'impose en tant que joueur d'impact en 1961, frappant dans une moyenne au bâton de ,322 en 111 parties jouées. Il totalise plus de 70 points produits (dont un sommet en carrière de 77 en 1963) dans 4 saisons consécutives, mais la production offensive de ce frappeur gaucher commence à diminuer à partir de 1966.
En défensive, il est muté par les Dodgers du champ extérieur au poste de premier but en 1962, puis redevient un voltigeur dès 1965.
Le 11 juin 1969, Fairly et le joueur de deuxième but Paul Popovich sont échangés aux Expos de Montréal en retour de Manny Mota et Maury Wills. Fairly se joint aux Expos, qui disputent la toute première saison de leur histoire. Il demeure à Montréal jusqu'à la fin de la saison 1974 et y est utilisé comme joueur de premier but.
En 1971, il produit 71 points pour les Expos. L'année suivante, en 1972, il cogne 17 coups de circuit, un sommet personnel qu'il rééditera en 1973, la saison où il participe pour la première fois au match des étoiles du baseball majeur.
Ron Fairly est transféré aux Cardinals de Saint-Louis en 1975 avant de passer aux Athletics d'Oakland en 1976. De retour au Canada en 1977, cette fois avec les Blue Jays de Toronto, il est invité pour la deuxième et dernière fois à la partie d'étoiles. Il complète sa carrière de 21 saisons en 1978, à l'âge de 40 ans, chez les Angels de la Californie.
En 2442 parties dans les majeures, Fairly a frappé dans une moyenne au bâton de ,266 avec 1913 coups sûrs, 931 points marqués, 215 circuits et 1044 points produits. Il a remporté la Série mondiale avec les Dodgers en 1959, 1963 et 1965. Dans ce 3e championnat mondial, il a affiché une moyenne de ,379 avec 6 points produits en 7 matchs contre les Twins du Minnesota. Il a enfin participé une 4e fois à la finale des Ligues majeures, cette fois dans une cause perdante, en 1966.

## Après-carrière
Ron Fairly a commencé une carrière d'analyste des matchs de baseball en 1979. Il a travaillé en radio et en télévision jusqu'à l'annonce de sa retraite en 2006 et fut une des « voix » des Dodgers de Los Angeles, des Angels de la Californie, des Giants de San Francisco et des Mariners de Seattle. En 2007, il est brièvement revenu sur sa décision en participant à la retransmission de 3 matchs des Mariners à la télévision.